# Nemoria marianellae
Nemoria marianellae là một loài bướm đêm trong họ Geometridae.